# MTV Video Music Awards/Most Experimental Video
Der MTV Video Music Awards for Most Experimental Video wurde von 1984 bis 1987 vergeben. Dabei handelte es sich um den Vorgänger des Awards für das Breakthrough Video, der von 1988 bis 2010 vergeben wurde. Bei beiden Kategorien ging es darum, Videos zu honorieren, die in ihrer Machart außergewöhnlich waren.

## Übersicht
| Award | Jahr | Preisträger      | für das Video       | Nominierungen |
| ----- | ---- | ---------------- | ------------------- | --- |
| 1.    | 1984 | Herbie Hancock   | Rockit              | - The Alan Parsons Project – Don’t Answer Me - The Cars – You Might Think - Thomas Dolby – Hyperactive! - Neil Young – Wonderin’              |
| 2.    | 1985 | The Art of Noise | Close (to the Edit) | - Lindsey Buckingham – Go Insane - Lindsey Buckingham – Slow Dancing - Chris Isaak – Dancin - Lone Justice – Ways to Be Wicked                |
| 3.    | 1986 | a-ha             | Take On Me          | - Pat Benatar – Sex as a Weapon - Dire Straits – Money for Nothing - X – Burning House of Love - ZZ Top – Rough Boy                           |
| 4.    | 1987 | Peter Gabriel    | Sledgehammer        | - Eurythmics – Missionary Man - Genesis – Land of Confusion - Huey Lewis and the News – Hip to Be Square - Paul Simon – The Boy in the Bubble |